# Венценосен гълъб
Венценосен гълъб, още коронован гълъб (Goura cristata), е вид птица от семейство Гълъбови (Columbidae). Видът е световно застрашен, със статут Уязвим.

## Разпространение
Видът е разпространен в Индонезия.